# Liatongus rhadamistus
Liatongus rhadamistus  (лат.) — вид пластинчатоусых жуков из подсемейства скарабеин. Распространён в Индии, Мьянме и Юго-Восточной Азии. Населяют местности с хорошо высушиваемым суглинком и тяжёлым суглинком на пастбищах и опушках лесов.